# Cerveza Norteña
Cerveza Norteña es una marca de cerveza uruguaya iniciada en 1947 en Paysandú, capital del Departamento homónimo, en el litoral oeste del país. 
Es considerada como la marca de cerveza más consumida en Uruguay. [cita requerida]

## Creación

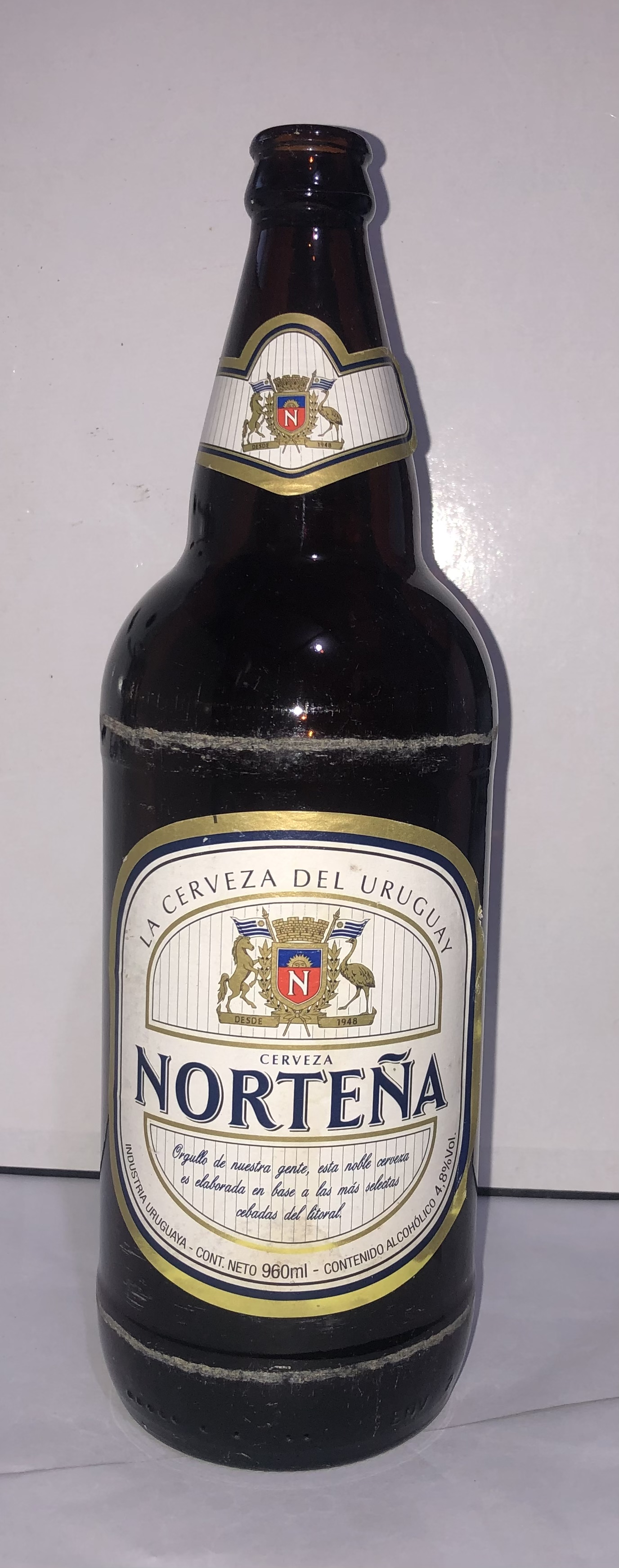
Cerveza Norteña en botella

En 1947 la Cervecería y Malteria de Paysandú saca al mercado la cerveza Norteña, la cual se enfrentaria en el mercado con las ya existentes cervezas Pilsen (1866) de las Fábricas Nacionales de Cerveza, y  Patricia (1937) de la Compañía Salus.
En 1966 a impulso de empleados de la cervecería, se crearía y realizaría la primera edición de la Semana de la Cerveza de Paysandú.

## Producción
En el año 2003, la Cervecería y Malteria de Paysandú es adquirida por la compañía Ambev, una división de AB InBev, la multinacional belga de bebidas y cervecería con sede en Lovaina, Bélgica.
Por lo cual a partir de ese año, la cerveza comienza a ser producida por las Fábricas Nacionales de Cerveza.

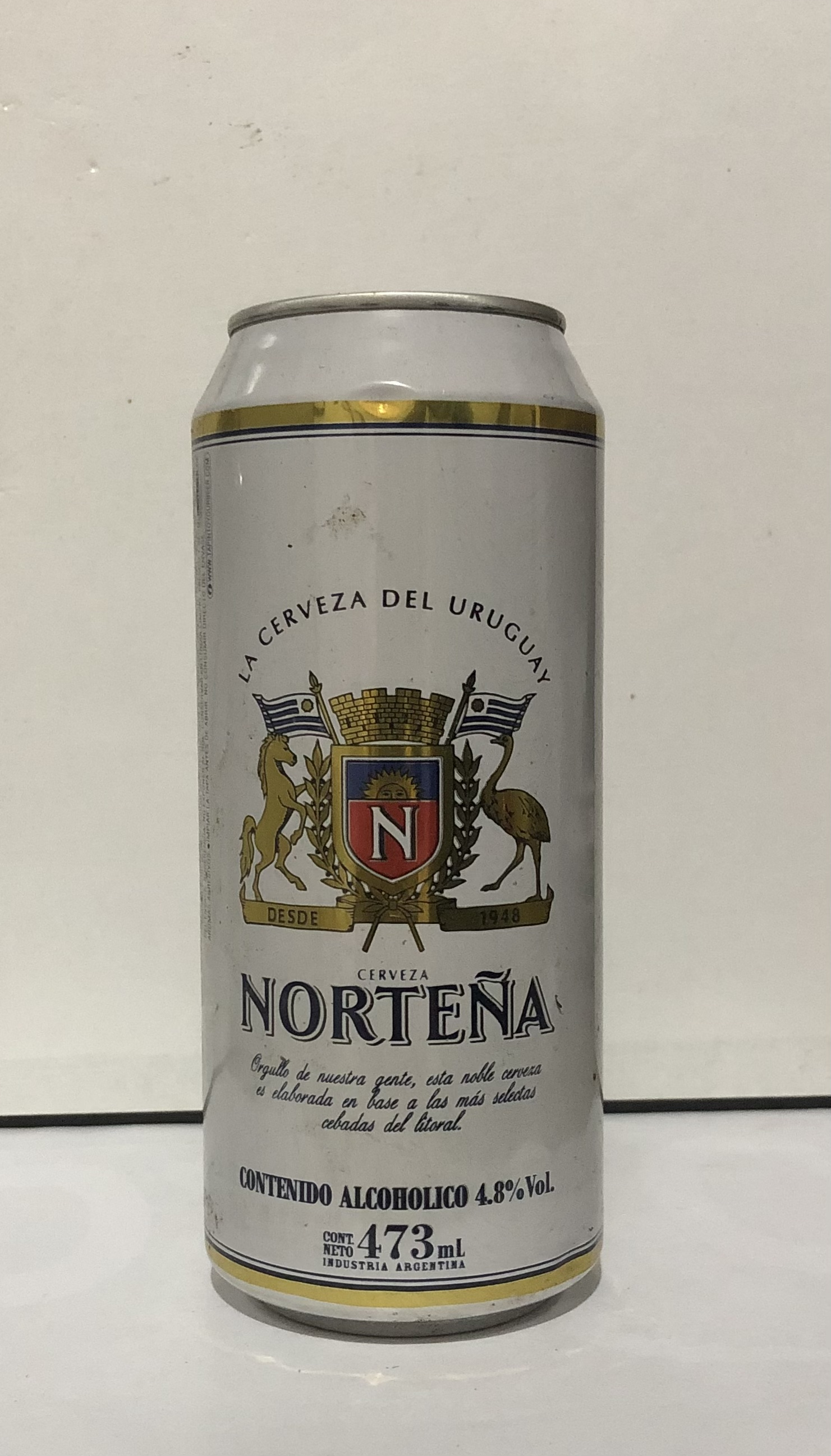
Cerveza Norteña en lata

Debido a los mayores costos en Uruguay, una parte de la producción de la cerveza se ha trasladado a Argentina, aunque continúa produciéndose también en Uruguay.